# AM Canum Venaticorum
AM Canum Venaticorum (AM CVn) es una estrella variable en la constelación de Canes Venatici situada a una incierta distancia de 72 años luz de la Tierra. Su brillo varía entre magnitud aparente +14,10 y +14,18 con un período de 17,52 minutos.

## Historia
Catalogada por primera vez por Humason y Zwicky en 1947, AM Canum Venaticorum fue interpretada en diversas épocas como un cuásar, una estrella de helio masiva o una subenana pulsante. En 1967 Smak descubrió variaciones periódicas fotométricas y propuso que la estrella realmente es una variable cataclísmica. Sin embargo, el valor exacto del período fotométrico variaba cada año de forma imprevisible, lo que implicaba que no podía corresponder al período orbital. El valor del período orbital (1028,7325 ± 0,0004 segundos) fue finalmente descubierto en 1998. Hoy, AM Canum Venaticorum sigue despertando un gran interés ya que es el estado más tardío conocido en la evolución de un sistema binario.

## Variabilidad
AM Canum Venaticorum es el prototipo de las variables AM Canum Venaticorum, que consisten en un sistema binario compuesto por dos enanas blancas con un período orbital muy corto: el período orbital de AM Canum Venaticorum es de sólo unos 17 minutos. Son estrellas ricas en helio sin trazas detectables de hidrógeno, en donde la estrella donante es una estrella compacta rica en helio y la transferencia de masa estelar es dirigida por la pérdida de momento angular debida a la radiación de ondas gravitacionales. Estimaciones del ritmo de transferencia de masa en AM Canum Venaticorum sitúan este valor en torno a 10−9 MSol/año.